# Haus Zur Gilgen
Das Haus Zur Gilgen (Zurgilgen) steht in der Altstadt der Schweizer Stadt Luzern neben der Peterskapelle am Nordende der Kapellbrücke. Das Gebäude befindet sich auf der Liste der Kulturgüter in Luzern als national bedeutend.

## Gebäude

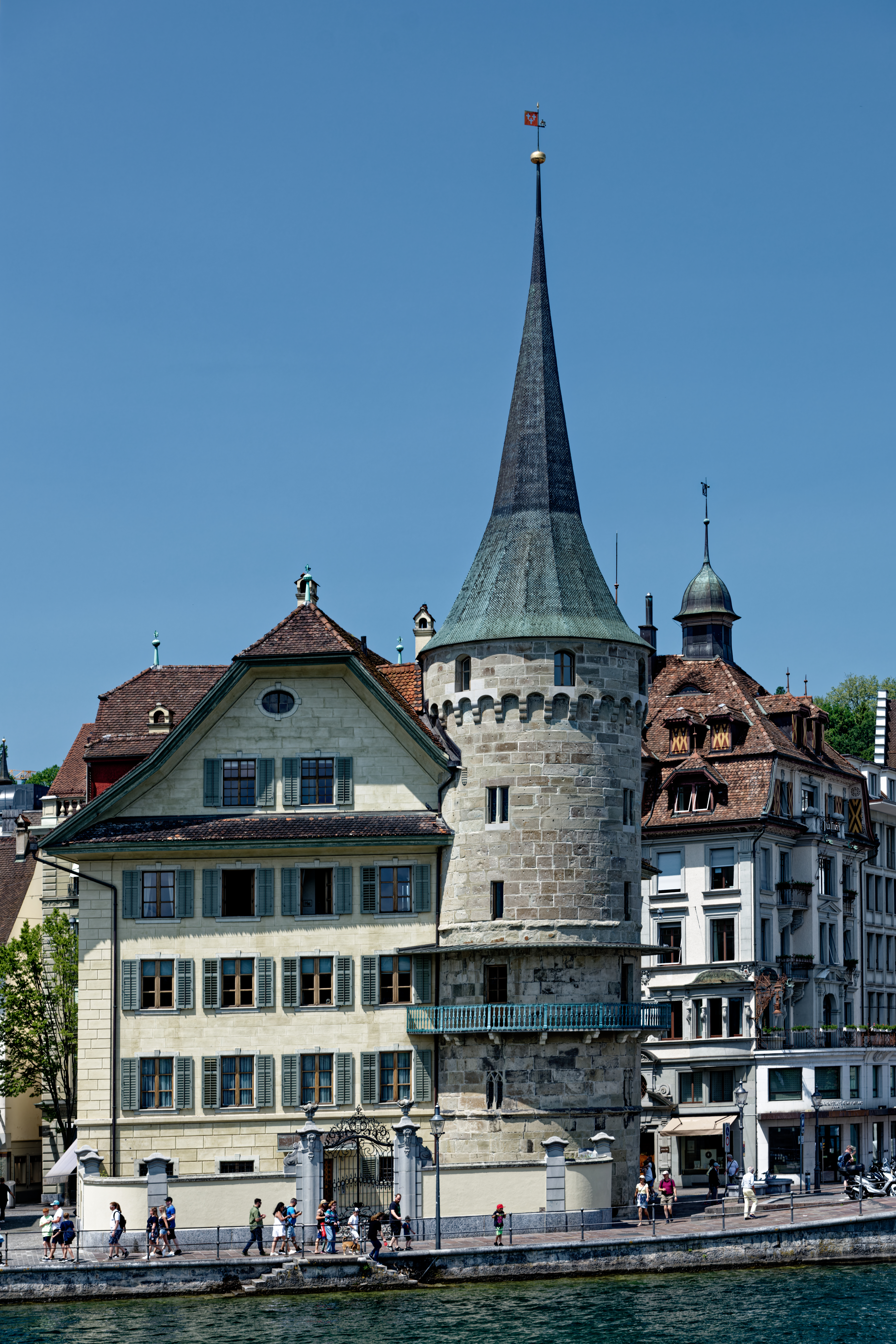
Haus Zur Gilgen (Reuss-Seite)

Der Patrizierpalais hat einen spätgotischen Kern mit barockem Umbau. Er ist eines der ältesten Steingebäude der Stadt. Zur Seite der Reuss erhebt sich ein gotischer Rundturm (Baghardsturm), in dem sich eine Hauskapelle befindet. Der Turm war früher Teil der Stadtbefestigung.

## Geschichte
Melchior Zur Gilgen erbaute das Haus von 1507 bis 1510. Der Umbau zu einem Barockgebäude datiert aus den Jahren 1731 und 1732.

## Nutzung
Bis 2013 wurde der Palais als Fideikommiss innerhalb der Patrizierfamilie Zur Gilgen als Wohn- und Geschäftshaus weitergegeben. Da der damalige Besitzer keine Nachfolger hatte, wurde es in eine Stiftung überführt. Diese verwaltet es seither mit demselben Zweck.